# Delligsen
Delligsen ist ein Flecken im Landkreis Holzminden in Niedersachsen (Deutschland).

## Geografie

### Lage
Delligsen liegt im Leinebergland zwischen den Höhenzügen Reuberg im Norden, Steinberg im Nordosten, Selter im Südosten, Hils im Süden und Westen sowie Ith im Nordwesten. Durch den Ort fließt die Wispe als südwestlicher Zufluss der Leine.

### Gewässer
- Wispe
- Glasebach
- Glasebachteich
- Hilsbornteich

### Gemeindegliederung

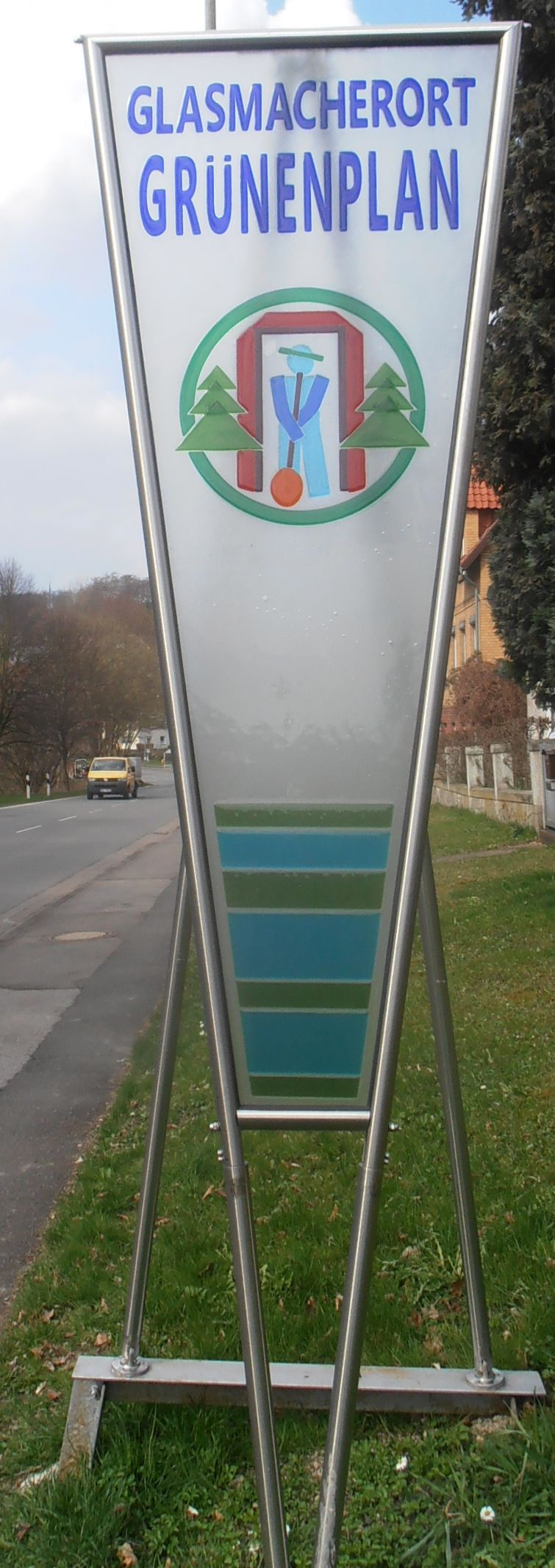
Hinweisschild auf Grünenplan

Der Flecken Delligsen ist eine Einheitsgemeinde und gliedert sich nach § 1 Abs. 2 der Hauptsatzung in die folgenden sechs Ortschaften:
| Ortschaft         | Einwohner (2013) | Anmerkungen                                                                      |
| ----------------- | ---------------- | -------------------------------------------------------------------------------- |
| Ammensen          | 393              | südlicher Ortsteil und 185–205 m ü. NHN                                          |
| Delligsen         | 36760            | 191 m ü. NHN, Kernort und Sitz des Fleckens                                      |
| Grünenplan        | 24210            | nordwestlicher Ortsteil, 172–250 m ü. NHN und staatlich anerkannter Erholungsort |
| Hohenbüchen       | 421              | nördlichster Ortsteil, 162–205 m ü. NHN und nahe dem Reuberg                     |
| Kaierde           | 889              | südwestlicher Ortsteil und 150–175 m ü. NHN                                      |
| Varrigsen         | 264              | südöstlicher Ortsteil und 140–170 m ü. NHN                                       |
| Flecken Delligsen | 80640            |                                                                                  |

Der höchste Punkt im Hils ist die 480,4 m ü. NHN hoch gelegene Bloße Zelle.

### Nachbargemeinden
Beginnend im Südosten im Uhrzeigersinn grenzen an den Flecken Delligsen die Stadt Einbeck (Landkreis Northeim), die gemeindefreien Gebiete Wenzen und Grünenplan (Landkreis Holzminden), der Flecken Duingen (Samtgemeinde Leinebergland), die Stadt Alfeld und die Gemeinde Freden (alle Landkreis Hildesheim).

## Geschichte

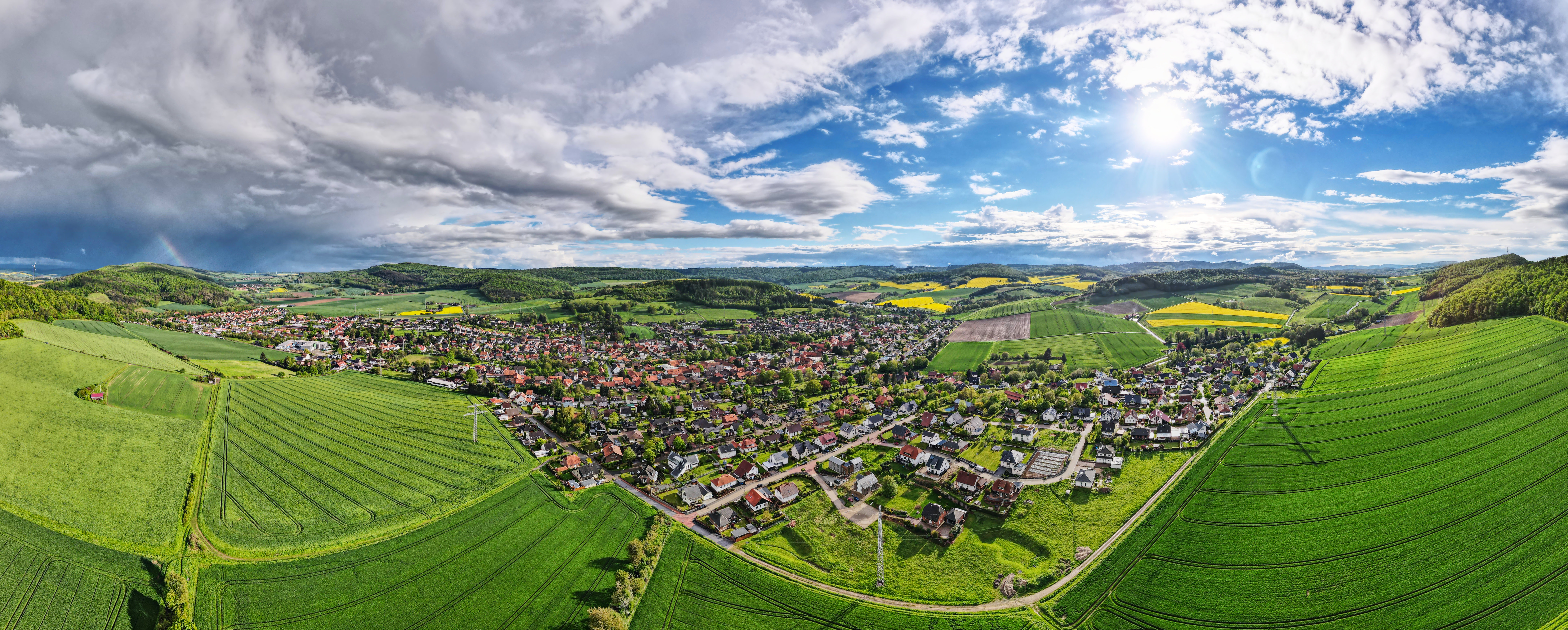
Panoramablick auf Delligsen

Delligsen wurde mehrfach als Disaldishusen bereits 850 in den Archiven im Kloster Corvey genannt, das in der Nachbarschaft in Kaierde und Gerzen Güterbesitz erwarb.
Im Jahr 1007 wurde die Eringaburg südlich von Delligsen in einer vom Bischof Bernward aus dem Bistum Hildesheim beauftragten Grenzbeschreibung erwähnt, die Bodenfunde deuten aber auf eine weit frühere Besiedlung hin. Als Herren von Delligsen wurde das 1140 von Corvey belehnte edelfreie Geschlecht genannt, das sich seit dem 13. Jahrhundert nach seiner nahegelegenen Burg Hohenbüchen nannte. Im Jahr 1355 ging die Herrschaft an die Edelherren von Homburg über und ab 1409 an die Welfen.
Im Jahr 1691 begann sehr früh die Industrialisierung des Ortes durch den Bau einer Papiermühle. 1744 entstand aus hoch- und spätmittelalterlichen Wanderglashütten oberhalb des Ortes die Siedlung Grünenplan, eine stationäre Glashütte, die bis heute existiert, weitere Industrie- und Gewerbeniederlassungen prägten die, im Flecken vereinten Hilsdörfer. Seit 1807 wird das Pfarrdorf Delligsen als Flecken erwähnt, bereits 1771 erhielt es, wegen seiner durch die Frühindustrialisierung gewachsenen wirtschaftlichen Bedeutung, ein Marktprivileg für zwei jährliche Kram- und Viehmärkte.

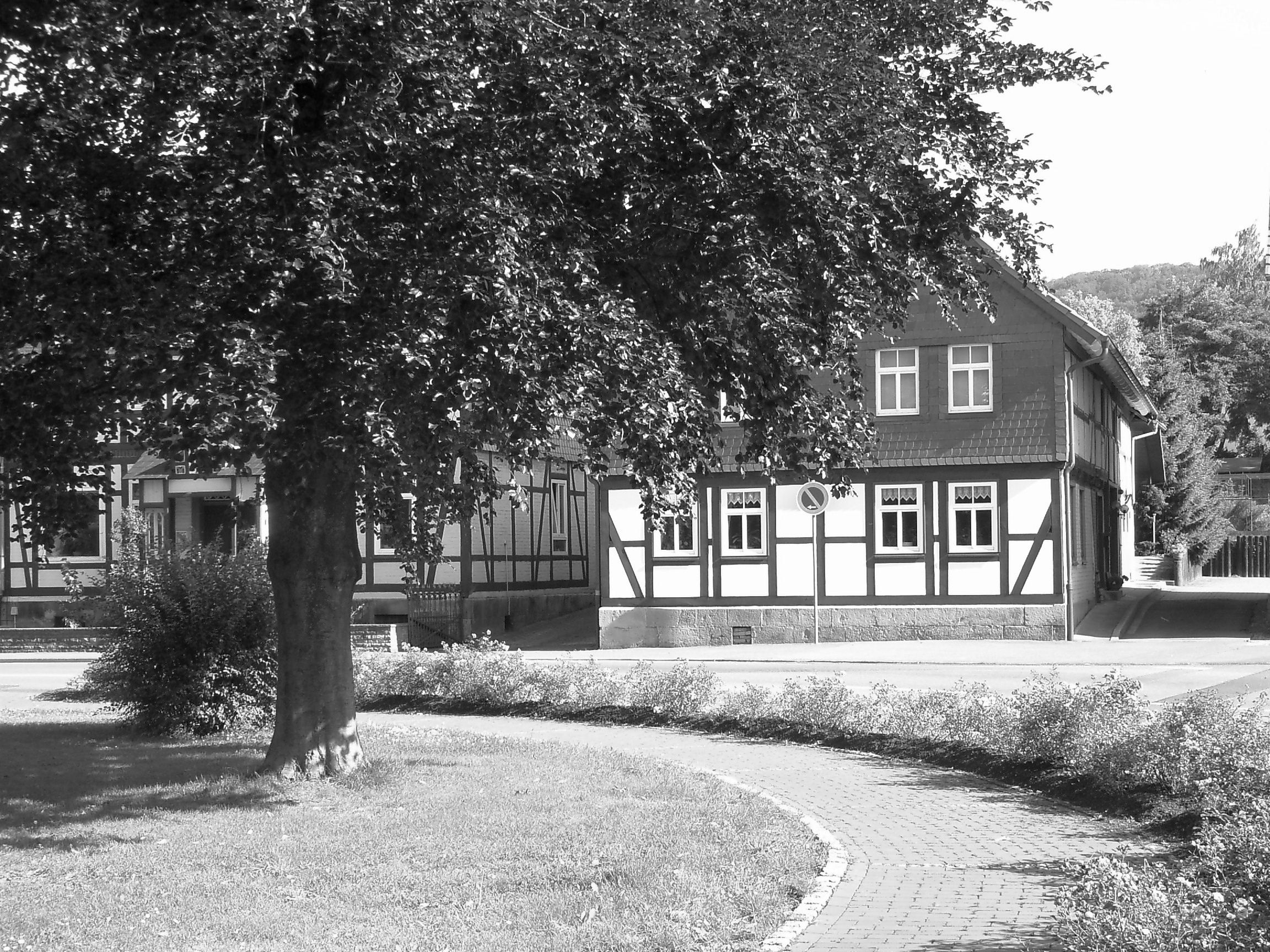
Ortsmitte von Delligsen

Im Dezember 1996 lebten 9375 Einwohner in dem Flecken Delligsen. Am 1. November 2008 kam es zu einem Brand mit mehreren Detonationen in der Produktionshalle der Firma Chemex GmbH, einer Zulieferfirma für die Gießereiindustrie in Delligsen und Tochtergesellschaft von Hüttenes-Albertus (HA). Das Gebäude brannte bis auf die Grundmauern nieder, und es entstand ein Sachschaden in Millionenhöhe. In dem nahe gelegenen Bach Wispe kam es durch kontaminiertes Löschwasser zu einem Fischsterben. Bis Ende 2010 war die Ortschaft Grünenplan staatlich anerkannter Erholungsort.
Zur Entwicklung des Postwesens in Delligsen siehe: Postroute Braunschweig-Göttingen.

### Zeit des Nationalsozialismus
In der Zeit des Nationalsozialismus entwickelte sich der Raum Delligsen ab 1939 zu einem bedeutenden Rüstungszentrum. Im Laufe des Zweiten Weltkrieges verdoppelte sich die Einwohnerzahl Delligsens aufgrund zahlreicher Kriegsgefangener und ausländischer Zwangsarbeiter. Sie wurden hauptsächlich in der Rüstungsindustrie, der Forstwirtschaft, der Landwirtschaft und den umliegenden Steinbrüchen eingesetzt. Für drei Betriebe ist der Einsatz ausländischer Zwangsarbeiter nachgewiesen. Es handelt sich um die Deutsche Spiegelglas AG (DESAG) in Grünenplan mit insgesamt 120–140 polnischen Arbeitern, das Dräger-Werk in der Dr.-Heinrich-Jasper-Straße mit der Produktion von Sauerstoffmasken und Atemgeräten mit 25 russischen und 21 französischen Arbeitern und die benachbarte August Engels GmbH mit der Produktion von Werfergranaten mit rund 470 Zwangsarbeitern, etwa 260 russischen Kriegsgefangenen und rund 170 italienischen Militärinternierten. Auch in anderen Industriezweigen sowie in der lokalen Land- und Forstwirtschaft wurden Zwangsarbeiter eingesetzt.
Rund 10 bis 15 sowjetische Gefangene sind in Delligsen gestorben, zumindest einer von ihnen wurde bei einem Fluchtversuch erschossen. Aus Angst, zurück in das Kriegsgefangenen-Stammlager Fallingbostel zu kommen, sollen französische Gefangene zudem Selbstmord verübt haben.
In Delligsen wurde während des Krieges ein Arbeitserziehungslager (AEL) auf dem Gelände des Rüstungsbetriebs August Engels GmbH eingerichtet. In der Mehrzahl wurden ausländische Zwangsarbeiter eingewiesen, aufgrund von Vorwürfen wie „Arbeitsverweigerung“, Fluchtversuch oder Beziehung mit einem Deutschen.
Bei Polle setzte im März 1945 u. a. ein Todesmarsch bestehend aus vermutlich drei Kolonnen mit je 500 KZ-Häftlingen über die Weser und zog am 17. des Monats durch Grünenplan nach Delligsen in Richtung Alfeld/Leine. Den gleichen Weg nahmen auch weitere Evakuierungsmärsche aus Richtung Westen, darunter Anfang April eine Kolonne sowjetischer Kriegsgefangener.
Nach Kriegsende blieben zahlreiche befreite ausländische Personen zumindest zeitweise weiter in den jeweiligen Ortschaften wohnen bzw. in offiziellen Displaced Persons (DP)-Camps der Region.
1987 gründete der Heimat- und Geschichtsverein Holzminden (HGV) die Arbeitsgemeinschaft „Spurensuche und Spurensicherung Drittes Reich im Landkreis Holzminden“. Auch eine Schülergruppe der Realschule Delligsen untersuchte das Thema NS-Zwangsarbeit im Gebiet des Hils. Bis in die 2000er Jahre fanden regelmäßig Treffen zwischen Grünenplaner Bürgern und ehemaligen französischen Zwangsarbeitern statt.
Auf dem Delligser Friedhof befinden sich Gräber von sowjetischen Zwangsarbeitern, die die hier während und kurz nach der Zeit des Nationalsozialismus ums Leben gekommen sind. Auf dem Friedhof erinnert ein Gedenkstein an die in Konzentrationslagern ermordeten Delligser Juden.
In Hohenbüchen liegen auf dem Friedhof zwei osteuropäische Opfer der NS-Zwangsarbeit begraben.
Delligsen ist Mitglied der Region Leinebergland, eines nach dem Leader-Ansatz gegründeten freiwilligen Zusammenschlusses verschiedener Städte und Gemeinden im südlichen Niedersachsen.

### Ortsnamen
Alte Bezeichnungen von Delligsen sind von 826–876 Dysieldeshusun, 826–876 Diseldashusen, 826–876 Disaldeshusen, 1016–1020 Dysileshusun, 1140 Dislessem, 1146 Diselisseim, 1182 Diseldeshem, 1183 Disildesheim und 1188 Diselesheim.
Angesichts der zunächst deutlichen „‑husen“-Belege und ihrer überwiegend Hildesheimer Überlieferung aus dem 12. und beginnenden 13. Jahrhundert wird von einer Bildung mit dem Grundwort „-husen“ ausgegangen. Das Bestimmungswort enthält einen zweigliedrigen Personennamen. Nach den ältesten Belegen ist von einem „Dis(i)wald“ auszugehen. Das Zweitelement des Personennamens gehört zum Personennamen-Stamm „wald, waldan“ für „herrschen“. Problematischer ist die Deutung des Erstelements des Personennamens. Einige Forscher setzen einen Personennamen-Stamm „disja“ an, der zu einem aus „(filu-)deisei“ („Klugheit“) zu erschließenden germanischen Adjektiv „des“ („klug, weise“) gehören soll.

### Eingemeindungen
Am 1. März 1974 wurden die Gemeinden Ammensen und Varrigsen in den Flecken Delligsen eingegliedert. Dieser wechselte am selben Tag zusammen mit der Gemeinde Kaierde vom Landkreis Gandersheim in den Landkreis Holzminden. Am 1. April 1974 kamen die Gemeinden Grünenplan, Hohenbüchen und Kaierde hinzu. Zuvor gehörte Ammensen, Delligsen, Kaierde und Varrigsen zum aufgelösten Landkreis Gandersheim und waren dort in das Amtsgericht Greene eingegliedert. Hohenbüchen und Grünenplan befanden sich im Amt Eschershausen, welches dem Kreis Holzminden unterstand. Vor 1946 waren beide Kreise Teil des Freistaats Braunschweigs sowie des Herzogtums Braunschweig-Lüneburg Wolfenbüttelschen Teils im Fürstentum Braunschweig-Lüneburg.

### Einwohnerentwicklung
| Jahr | Einwohner | Quelle |
| ---- | --------- | ------ |
| 1910 | 1991      | [ 6 ]  |
| 1925 | 2197      | [ 7 ]  |
| 1933 | 2236      | [ 7 ]  |
| 1939 | 2324      | [ 7 ]  |
| 1950 | 4161      | [ 8 ]  |
| 1956 | 3987      | [ 8 ]  |
| 1973 | 4123      | [ 9 ]  |
| 1975 | 09828 ¹   | [ 10 ] |
| 1980 | 09635 ¹   | [ 10 ] |

| Jahr | Einwohner | Quelle |
| ---- | --------- | ------ |
| 1985 | 9389 ¹    | [ 10 ] |
| 1990 | 9288 ¹    | [ 10 ] |
| 1995 | 9383 ¹    | [ 10 ] |
| 2000 | 9212 ¹    | [ 10 ] |
| 2005 | 8760 ¹    | [ 10 ] |
| 2010 | 8243 ¹    | [ 10 ] |
| 2015 | 8048 ¹    | [ 10 ] |
| 2018 | 7832 ¹    | [ 10 ] |
| 0    | 0         | 0      |

¹ jeweils zum 31. Dezember
|  |

### Ehemalige Firmen und Unternehmen des Fleckens

#### Carlshütte
Die ab 1735 errichtete herzögliche Carlshütte nutzte die Wasserkraft des Flusses Wispe und verwendete das Holz aus dem Hils zur Verhüttung der dortigen Eisenerze. Am 24. Mai 1736 wurde die Friedrich-Carls-Hütte zu Delligsen zum Erzabbau und als Eisenhütte gegründet.
1871 erfolgte eine Umfirmierung in Eisenwerke Carlshütte AG. 1895 wurde die Verhüttung und 1896 der Eisenerzabbau eingestellt, und der Betrieb beschränkte sich auf einen reinen Gießereibetrieb. Im Februar 1901 erfolgte der Konkurs infolge von Überschwemmungen. Weiterbetrieb als Braunschweigisch-Hannoversche Maschinenfabrik AG. Nach Fusion mit der Bernburger Maschinenfabrik firmierte die Carlshütte unter diesem Titel weiter. 1917 folgte eine Umfirmierung in Maschinen- und Fahrzeugfabriken Alfeld/Delligsen. Im Jahr 1930 kam es zu einem erneuten Konkurs des Betriebes. Die Carlshütte wurde ab 1933 wieder als Alfelder Maschinen- und Apparatebaugesellschaft in Betrieb genommen. Im Jahre 1938 übernahm die Eisengießerei August Engels in Velbert den Eisenhüttenbetrieb und hatte 1944 über 1200 Mitarbeiter.
Ab April 1955 erfolgte eine gesellschaftliche Neuordnung und die Carlshütte wurde aus den Velberter August-Engels Werken ausgegliedert und firmierte unter Eisen-, Stahl- und Armaturenwerk Friedrich-Carl-Hütte Delligsen weiter. Im Jahre 1984 als FCH-Friedrich-Carl-Hütte GmbH Stahlgießerei erfolgte mit 700 Mitarbeitern erneut der Konkurs der Hütte. Eine Landesbürgschaft von 500.000 DM zur vorübergehenden Fortführung der Produktion durch den Landeskreditausschuss des Landes Niedersachsen wurde abgelehnt.

#### Delligser Herdfabrik
1905 entstand die Delligser Herdfabrik als Betriebsabteilung der Braunschweigisch-Hannoverschen Maschinenfabrik A. G., die um 1908 mit der Bernburger Maschinenfabrik fusionierte. Eine Blütezeit hatte das Werk in Delligsen während des Ersten Weltkrieges zu verzeichnen, als Granaten gedreht, der Waggonbau begann und Feldküchen sowie Munitionswagen hergestellt wurden.

#### Firma August Engels GmbH
Die Firma August Engels GmbH war das größte Industrieunternehmen der Gemeinde. Das Werk war eine Zweigniederlassung des Stammbetriebes August Engels in Velbert, das bereits im Jahre 1892 dort gegründet wurde und ungefähr drei- bis viermal so groß wie die Delligser Nebenstelle in seiner Ausdehnung und Leistung war. „Engels-Delligsen“ wurde aus den verfallenen Hallen der früheren „Carlshütte“ aufgebaut. Den westlichen Teil der alten Werkanlagen hatte die „Herdfabrik Delligsen“ übernommen, während der östliche Teil von den Epeda-Werken gekauft wurde. Die mittleren Gebäude dagegen, vor allem die Gießerei, standen nach dem Konkurs des Vorgängers im Jahre 1931 unter dem Verfall und liefen Gefahr, verschrottet zu werden.
Am 16. März 1938 kaufte und übernahm A. Engels die Gießerei, mit deren Auf-, Um- und Ausbau sofort begonnen wurde. Die Beschäftigtenzahl stieg in den folgenden Jahren äußerst schnell, sodass man am 1. Oktober 1944 rund 1200 Werksangehörige hatte. Hergestellt wurden vor allem Grau-, Temper- und Stahlguss. Bis zum Kriegsende 1945 standen die modernsten Stahl- und Temperöfen zur Verfügung, die wohl mit zu den größten Europa zählten.

#### Epeda
Die Epeda-Werke unterhielten bis zum Ausbruch des Zweiten Weltkrieges 1939 in 17 Staaten der Welt insgesamt 21 Eigenbetriebe. Das Unternehmen stellte knoten- und geräuschlose Matratzen her, für die viele Reichs- und Auslandspatente in den meisten europäischen und überseeischen Staaten bestanden. Das Delligser Zweigwerk begann die Produktion mit zwölf Personen und beschäftigte später ein mehrfaches an Arbeitern. Das Ausland interessierte in der Nachkriegszeit für die eingeführten Zusatzpatente. Während des Zweiten Weltkrieges diente das Firmenareal als Ausländerlager und danach bis 1946 als Flüchtlingsunterkunft.
Der Firmenname „Epeda“ ist aus den Anfangsbuchstaben der Namen zweier Erfinder in der Firma gebildet, Ehlenberk und Platte, unter Hinzufügung der ersten beiden Buchstaben des Wortes Dauerpolster.

#### Walzenschleiferei Fritz Apel und Söhne
Die Apelsche Walzenschleiferei war ein Spezialbetrieb, in dem vor allem Arbeiten für Papier- und Pappenfabriken, für Margarine- und Milchtrockenwerke ausgeführt wurden. Als Spezialität galt die Bearbeitung von Walzen (daher der Name), Trommeln und Zylindern. Es kam vor, dass fünf bis sechs Tonnen schwere Gegenstände bearbeitet werden mussten. Da die Schleiferei als die einzige ihrer Art in Deutschland zählte, war sie in Deutschland und im Ausland bekannt.

#### Marmeladenfabrik Wedell
Zu den verschiedenen landwirtschaftlichen, handwerklichen und industriellen Groß- und Kleinbetrieben des Fleckens kam im Jahr 1949 die Marmeladenfabrik Wedell. Sie befand sich in der Unteren Hilsstraße auf dem Gelände der alten Carlshütte. Sie hatte zuvor ihren Sitz in Elze und wurde aus betriebstechnischen Gründen nach Delligsen verlegt. Die Marmeladenfabrik war der einzige ernährungswirtschaftliche Betrieb im Hilsgebiet. Sie erweiterte bald ihre Fabrikation durch die Herstellung von Bonbons. In Büchsen von 4 bis 5 kg erfolgte die Auslieferung der Hartbonbons an den Klein- und Großhandel.

### Kleinbahn Voldagsen-Duingen-Delligsen
Bereits in den ersten Jahren nach 1880 bestand ein Interessenkreis in der Duinger Umgebung, der die Schaffung einer Bahnverbindung von Voldagsen nach Alfeld über Delligsen forderte. Im Jahre 1895 wurde zunächst die Konzession für die Strecke Voldagsen-Duingen beantragt und erteilt. Der Weiterbau nach Delligsen begann 1899. Am 1. August 1901 wurde die Strecke Delligsen-Duingen eröffnet. Die normalspurige Strecke hatte eine Betriebslänge von 27,15 km. Heutzutage zeugen nur noch vereinzelte Fundamente oder Schienenreste von der damaligen Strecke.

## Religionen

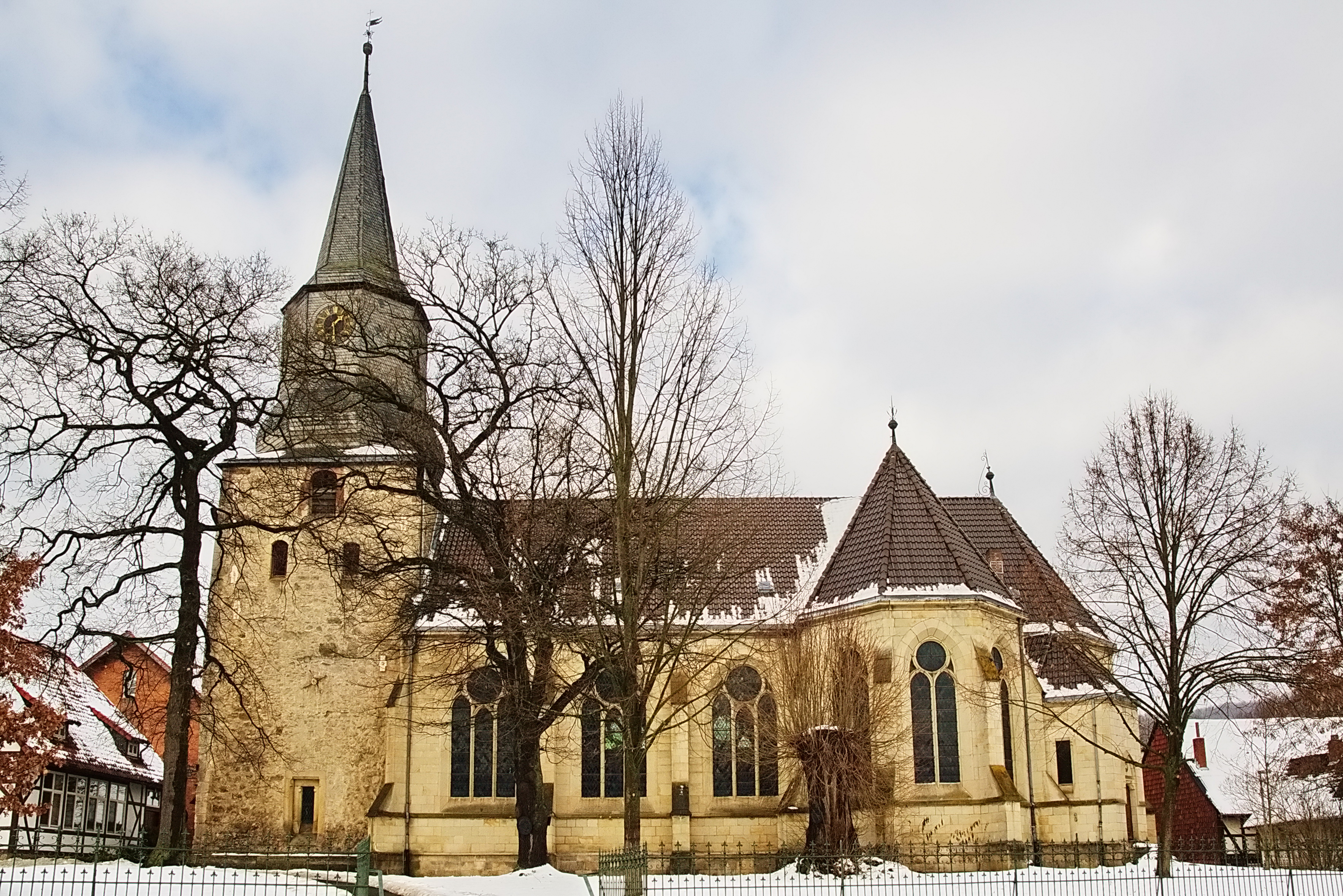
St.-Georgs-Kirche in Delligsen

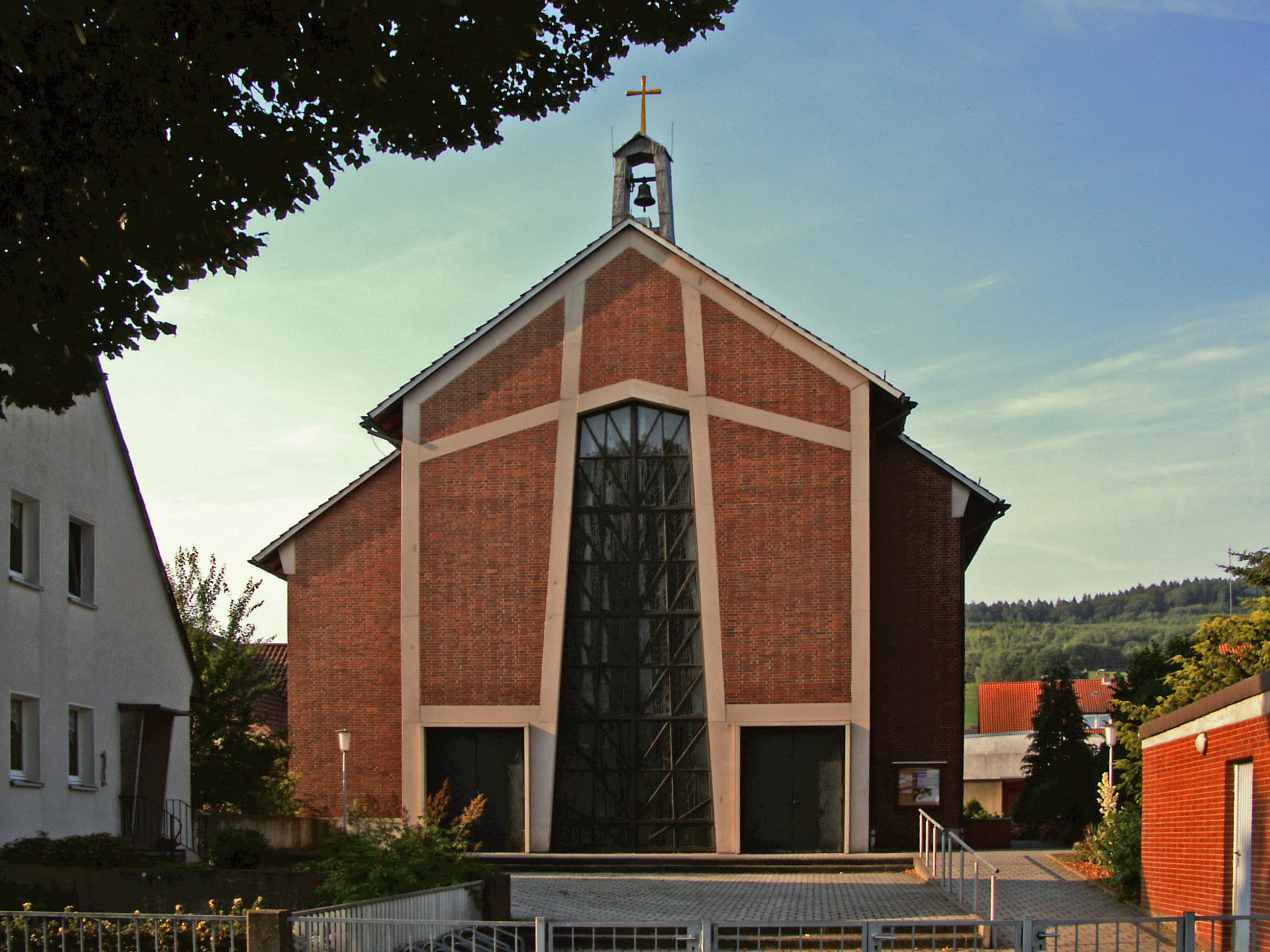
Kath. St.-Joseph-Kirche

- Die evangelisch-lutherische St.-Georgs-Kirche an der Ecke Rotestraße/Hilsstraße in Delligsen gehört zur Propstei Gandersheim-Seesen. Zur Kirchengemeinde gehört auch ein Kindergarten in Delligsen. Weitere evangelisch-lutherische Kirchen befinden sich in Ammensen, Grünenplan, Hohenbüchen, Varrigsen und Kaierde.
- Die katholische St.-Joseph-Kirche, zwischen Schulstraße und Untere Winkelstraße gelegen, wurde 1958 von Josef Fehlig erbaut und nach Josef von Nazaret benannt. Seit 2006 gehört die Kirche zur Pfarrgemeinde St. Marien in Alfeld.
- Die Neuapostolische Gemeinde Delligsen wurde 1929 gegründet, nachdem bereits seit 1927 neuapostolischer Gottesdienst in einer Gastwirtschaft gehalten worden war. Ab 1932 nutzte die Gemeinde dann einen ehemaligen Schafstall an der Hilsstraße. 1982 begann der Bau der Kirche an der Hainbruchstraße, die 1983 geweiht wurde. 2005 erfolgte die Auflösung der Gemeinde, die Kirche wurde zu einem Wohngebäude umgebaut. Heute befindet sich die nächstgelegene Neuapostolische Kirche im 8 km entfernten Alfeld.
- Die Versammlung der Zeugen Jehovas in Delligsen wurde 2007 aufgegeben und der Gemeinschaft in Alfeld angeschlossen.

## Politik

### Rat
Der Rat des Fleckens Delligsen besteht seit der Kommunalwahl 2016 aus 20 Ratsfrauen und Ratsherren. Dies ist die festgelegte Anzahl für eine Gemeinde mit einer Einwohnerzahl zwischen 7001 und 8000 Einwohnern. Bei der Wahl 2011 waren noch 22 Ratsmitglieder zu wählen gewesen. Die Ratsmitglieder werden durch eine Kommunalwahl für jeweils fünf Jahre gewählt. Stimmberechtigt im Rat ist außerdem der hauptamtliche Bürgermeister.
Der Rat setzt sich seit der Kommunalwahl 2021 folgendermaßen zusammen:
| Rat 2021Insgesamt 20 Sitze - SPD: 11 - Grüne: 1 - FDP: 1 - UWG: 3 - CDU: 4 |

### Bürgermeister
Hauptamtlicher Bürgermeister des Fleckens Delligsen ist Stephan Willudda (parteilos). Seine Stellvertreter sind Rita Nienstedt (SPD), Hans-Werner Raabe (parteilos) und Sabine Tippelt (SPD).
Chronik der Bürgermeister
- 2019–Dato: Stephan Willudda (parteilos)
- 2011–2019: Dirk Knackstedt (SPD)
- 2003–2011: Hans-Dieter Krösche (SPD)
- 2001–2003: Rolf Heise (SPD)
- 1996–2001: Erwin Mittendorf (SPD)
- 1983: Günter Otte
- 1933–1945: Gustav Temme

Chronik der Gemeindedirektoren
- 1991–2003: Wolfgang Becker

Chronik der Gemeindevorsteher
- 1806–1826: Wiegering
- 1826–1836: Möhle
- 1846: Wolff
- bis Ende 1856: Allruth
- 1857–1863: Krußholz
- 1863–1888: Binnewies
- 1888–1901: Lüttig
- 1901–1907: Grödecke
- 1907–1919: Witte
- 1919–1933: Heinrich Gereke

### Ortsräte
Der Ortsteil Grünenplan ist der einzige des Fleckens Delligsen, der aufgrund seiner Einwohnerzahl von einem Ortsrat vertreten wird. Die übrigen werden von einem Ortsvorsteher oder einer Ortsvorsteherin vertreten. Aus dem Ergebnis der Kommunalwahl 2021 ergab sich folgende Sitzverteilung für den Ortsrat Grünenplan:
| Ortsteil   | SPD | CDU | Grüne | UWG | 0∑ |
| ---------- | --- | --- | ----- | --- | -- |
| Grünenplan | 8   | 1   | 1     | 1   | 11 |

### Wappen

#### Wappen
| Wappen von Delligsen | Blasonierung: „Das Wappen des Fleckens Delligsen zeigt geviert: 1. In Grün nebeneinander eine silberne Tanne und einen silbernen Glasbläser mit Glasbläserpfeife einen roten Posten blasend; 2. in Gold gekreuzt einen blauen Hammer und einen blauen Schlegel; 3. in Gold einen roten Bergfried auf grünem Dreiberg; 4. in Blau einen gekrönten goldenen Löwen.“ |
| Wappen von Delligsen | Wappenbegründung: Die Gemeinde Delligsen erwähnt hierzu auf ihrer Webseite: „1. Ortschaft Grünenplan: Die silberne Tanne weist auf den Grünenplan umgebenden Tannenwald und dem sich hieraus ergebenden Fremdenverkehr hin. Der silbern dargestellte Glasbläser ist im Zusammenhang mit der über 800 Jahre alten Glaserzeugung im Hils in der Nähe Grünenplans zu sehen. 2. Ortschaft Delligsen: Der blaue Hammer und der blaue Schlegel in Gold gekreuzt ist aus dem Wappen der ehemaligen Gemeinde Delligsen übernommen worden. Diese Abbildung soll zum Ausdruck bringen, dass die Entwicklung Delligsens mit dem früher im Hils betriebenen Erzbergwerk eng zusammenhängt. Bereits seit 1734 wurde in der in Delligsen von Herzog Carl gegründeten „Carls-Hütte“ das im Hils gewonnene Erz verhüttet. Daraus entwickelte sich die eisenschaffende Industrie in Delligsen. 3. Ortschaft Hohenbüchen: Der rote Bergfried in Gold auf grünem Dreiberg entstammt dem Wappen der ehemaligen Gemeinde Hohenbüchen und weist darauf hin, dass dort einmal die Burg der „Edelherren von Hohenbüchen“ stand. 4. Zugehörigkeit: Mit diesem Motiv wird auf die ehemalige Zugehörigkeit der sechs Hilsorte zum früheren Herzogtum Braunschweig hingewiesen. Ein steigender gekrönter Löwe und die braunschweigischen Landesfarben „blau-gelb“ bringen dieses zum Ausdruck.“ |

#### Wappen Ortschaft Delligsen
| Wappen von Delligsen | Blasonierung: „In Gold eine blaue Spitze, darin ein golden gekrönter goldener Löwe; vorne der schwarz gekrönte blaue Buchstabe C, hinten ein blauer Schlägel und ein blaues Eisen in Schrägkreuzung.“ |
| Wappen von Delligsen | Wappenbegründung: Klemens Stadler meint hierzu in seinem Buch: „In dem 1956 vom Niedersächsischen Minister des Innern genehmigten Wappen erinnert der gekrönte Löwe an die Edelherren von Delligsen-Hohenbüchen, von denen 1355 das Dynastengeschlecht der Homburger die Ortsherrschaft übernahm. Der gekrönte Buchstabe ist die bekannte Marke der bedeutenden Carlshütte, die von den Welfenherzögen zur Verhüttung von Eisenerzen im Vorort der Hilsmulde 1735 gegründet wurde. Den Bergbau und gleichzeitig die schon seit 1691 bestehenden Industriebetriebe, die sich in neuerer Zeit ständig vermehrt haben und die Wirtschaft des Fleckens prägen, versinnbildlicht das sogenannte Gezäh des Bergmanns.“ |

### Städtepartnerschaften
- Grodzisk Wielkopolski, Polen, Partnerschaft seit 2001
- Merksplas, Belgien, Partnerschaft seit 2011
- Gatersleben, Deutschland, freundschaftliche Beziehungen seit 1990

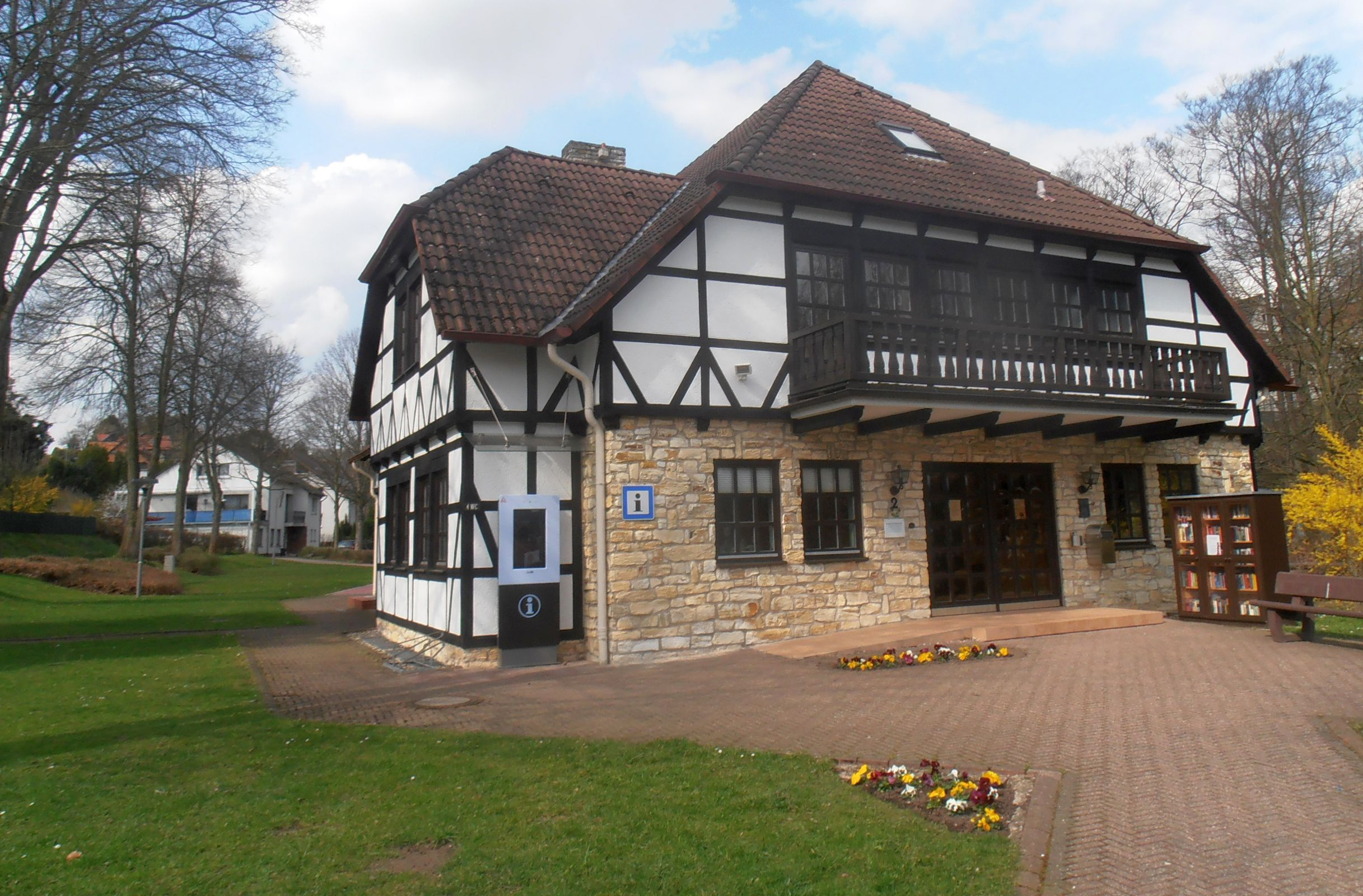
Erich-Mäder-Glasmuseum in Grünenplan

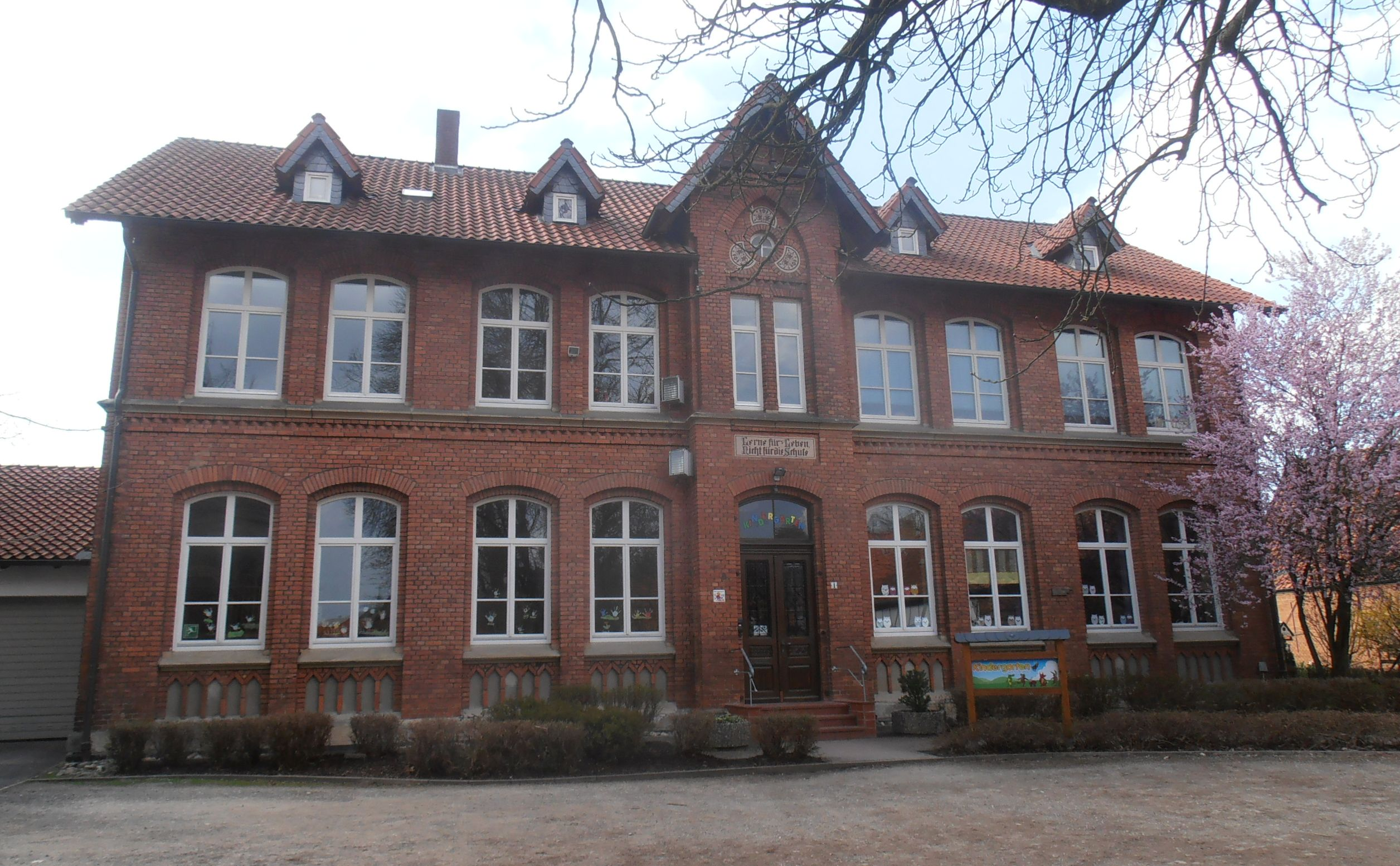
Heimatmuseum Delligsen

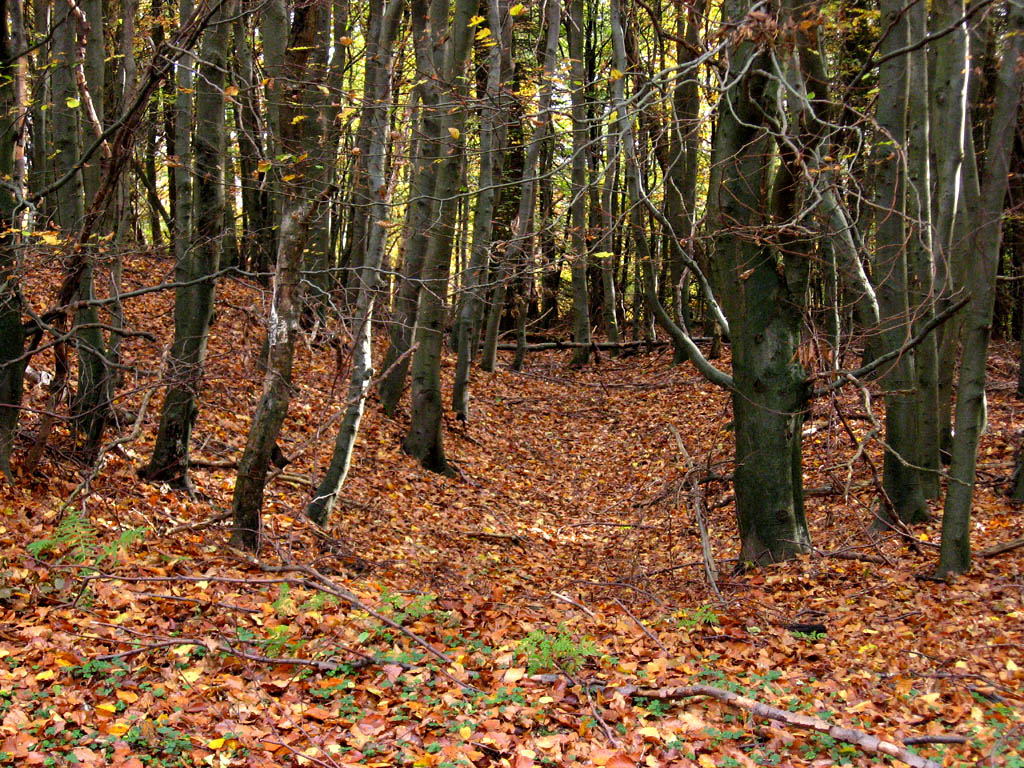
Wall und Graben der Erigaburg

## Kultur und Sehenswürdigkeiten
Es besteht der Humanistische Verband Delligsen/Grünenplan, der eine Vereinigung für nicht-religiöse Einwohner ist.

### Museen
- Erich-Mäder-Glasmuseum in Grünenplan
- Glasmacherhaus in Grünenplan
- Heimatmuseum Delligsen in Delligsen
- Dorfzimmer Kaierde in Kaierde

### Befestigungsanlagen
- Wallanlage Eringaburg in Ammensen
- Ausgeprägtes Wall-Grabensystem in Delligsen
- Schloss Düsterntal, heute Schloss Delligsen

### Vereine
In Delligsen gibt es etwa 25 Vereine, darunter Sport- und Motorsportvereine, Tanz- und Schwimmvereine, Musik- und Gesangsvereine, Schützen- sowie Reitvereine, Interessenvereine sowie einen Kleingärtnerverein.

### Gesangsverein „Concordia“
Aus dem 1881 gegründeten „Männergesangverein Delligsen“ entstand anlässlich eines Sängerfestes 1883 ein zweiter Gesangverein „Concordia“. Beide Vereine sind am 1. November 1920 unter dem Namen „Concordia“ zusammengeschlossen wurden, dem dann noch ein Frauenchor angegliedert wurde.

### Regelmäßige Veranstaltungen
Die Ortschaft Delligsen feiert alle vier Jahre das viertägige „Delligser Heimatfest“ mit zahlreichen Umzügen und großem Festzelt auf dem Hartplatz an der Maschstraße.

### Bücher
In Delligsen befindet sich in der Oberschule eine Gemeindebücherei. Ein öffentlicher Bücherschrank steht am Gebäude der Tourismusinformation Grünenplan.

## Wirtschaft und Infrastruktur

### Bildung
In Delligsen und Grünenplan gibt es je eine Grundschule. Zudem gibt es in Delligsen eine Oberschule nach dem Modell der Offenen Ganztagsschule im Schulverbund mit der Samtgemeinde Duingen. Das nächstgelegene Gymnasium befindet sich in Alfeld.
Die Oberschule (ehemals Realschule) in Delligsen ist Teil des zweiten Sekundarbereiches, in den Schüler nach dem Ende der Grundschule eintreten. Hier werden allgemeinbildende Kenntnisse und Fähigkeiten erlangt und vertieft, die später in den Abschluss der Sekundarstufe I, II oder den erweiterten Sekundarabschluss I (Berechtigung zum Wechsel an ein Gymnasium/Abitur) münden.

### Kindergärten
- Kindergarten des Fleckens Delligsen
- Kindergarten des Deutschen Roten Kreuzes (DRK)
- Kindergarten der evangelischen Kirche St. Georg Delligsen mit Familienzentrum
- Kindergarten „Zwergenhaus“ e. V.

### Verkehr
Die Landesstraße 589 (Hilsstraße) verbindet Grünenplan und Delligsen mit der Bundesstraße 3.
Den Anschluss an den Schienenverkehr erbrachte über Jahrzehnte die Kleinbahn Voldagsen–Delligsen. Der allgemeine Verkehr auf dieser Strecke wurde allerdings 1967 eingestellt und bis 1968 die Trasse abgebaut.

## Persönlichkeiten

### Söhne und Töchter des Fleckens
Delligsen:
- Friedrich Wilhelm Meves (1814–1891), Apotheker, Zoologe, Ornithologe, Kurator am schwedischen Naturhistoriska riksmuseet 1842 bis 1877
- August Allruth (1873–1922), Waldarbeiter und Politiker (USPD) und Mitglied des Braunschweigischen Landtages März bis Mai 1920
- Gerhard Bremer (1917–1989), Offizier der Waffen-SS und Träger des Ritterkreuz des Eisernen Kreuzes
- Reinhard Kammerer (* 1951), Generalleutnant der Bundeswehr und stellvertretender Inspekteur des Heeres

Ortsteil Grünenplan:
- Heinrich Tønnies (1825–1903), Fotograf
- Ferdinand Koch (1832–1904), Hüttenbesitzer und Reichstagsabgeordneter (Nationalliberalen Partei)
- Ludwig Pahl (1872–1948), Waldarbeiter, Politiker (USPD) und Mitglied des Braunschweigischen Landtages 1920–1922
- Konrad Peek (1881–1926), Kaufmann, Politiker (SPD) und Mitglied des Braunschweigischen Landtages 1924–1926
- Mike Rose (1932–2006), Maler und Schriftsteller
- Sabine Tippelt (* 1961), zahnmedizinische Fachangestellte, Politikerin (SPD) und seit 2008 Mitglied des Niedersächsischen Landtages

Ortsteil Ammensen:
- Karl Keunecke (1888–1957), Arbeiter, Politiker (SPD) und Mitglied des ernannten Braunschweigischen Landtages 1946
- Werner von Seelen (* 1936), Professor für Neuroinformatik und Theoretische Biologie

### Personen, die mit dem Flecken in Verbindung stehen
- Friedrich Carl Ludwig Koch (1799–1852), Unternehmer
- August Merges (1870–1945), Politiker und Revolutionär
- Paula Tobias (1886–1970), Landärztin, lebte 1917–1928 in Delligsen
- Heinz Hohmeister (1940–2017), Dachdecker und Kirchenmann

## Tourismus
Der Flecken Delligsen gehört im Bereich Tourismus der Solling-Vogler Region an.

### Denkmäler
Wilhelm-Raabe Aussichtsturm
Der 15 m hohe Wilhelm-Raabe-Aussichtsturm, benannt nach Wilhelm Raabe, auf dem Großen Sohl (472 m) bietet einen Blick in die Hilsmulde und weit hinaus in das Weser- und Leinebergland bis hin zum Brocken im Harz.
Wassertretanlage
Die Wassertretanlage Grünenplan befindet sich an der ehemaligen Eisenquelle am Ortsausgang Richtung Holzen/Eschershausen und kann von jedermann genutzt werden.
Glasmacher-Sippenbaum
Im September 2010 wurde der neue „Glasmacher-Sippenbaum“ an der „Unteren Hilsstraße“ in Grünenplan eingeweiht. Das Wahrzeichen von Grünenplan ersetzt den sogenannten „Blauen Erich“, der aufgrund von Baufälligkeit im Jahr 2009 demontiert wurde.

### Wandern
Durch den Flecken führt der Ith-Hils-Weg.

## Trivia
Im Jahre 2008 gelangte Delligsen in die Schlagzeilen der Presse. Nach Recherchen des Bundes der Steuerzahler gab die Gemeinde 165.219 Euro für die Erstellung einer Dorfchronik zum 1150-jährigen Ortsjubiläum im Jahre 2000 aus. Sie wurde trotz der enormen Investitionssumme bis heute (2012) nicht veröffentlicht. Einziges Nachschlagewerk ist die Ortschronik von 1950.